# Hôtel-Dieu de Paris

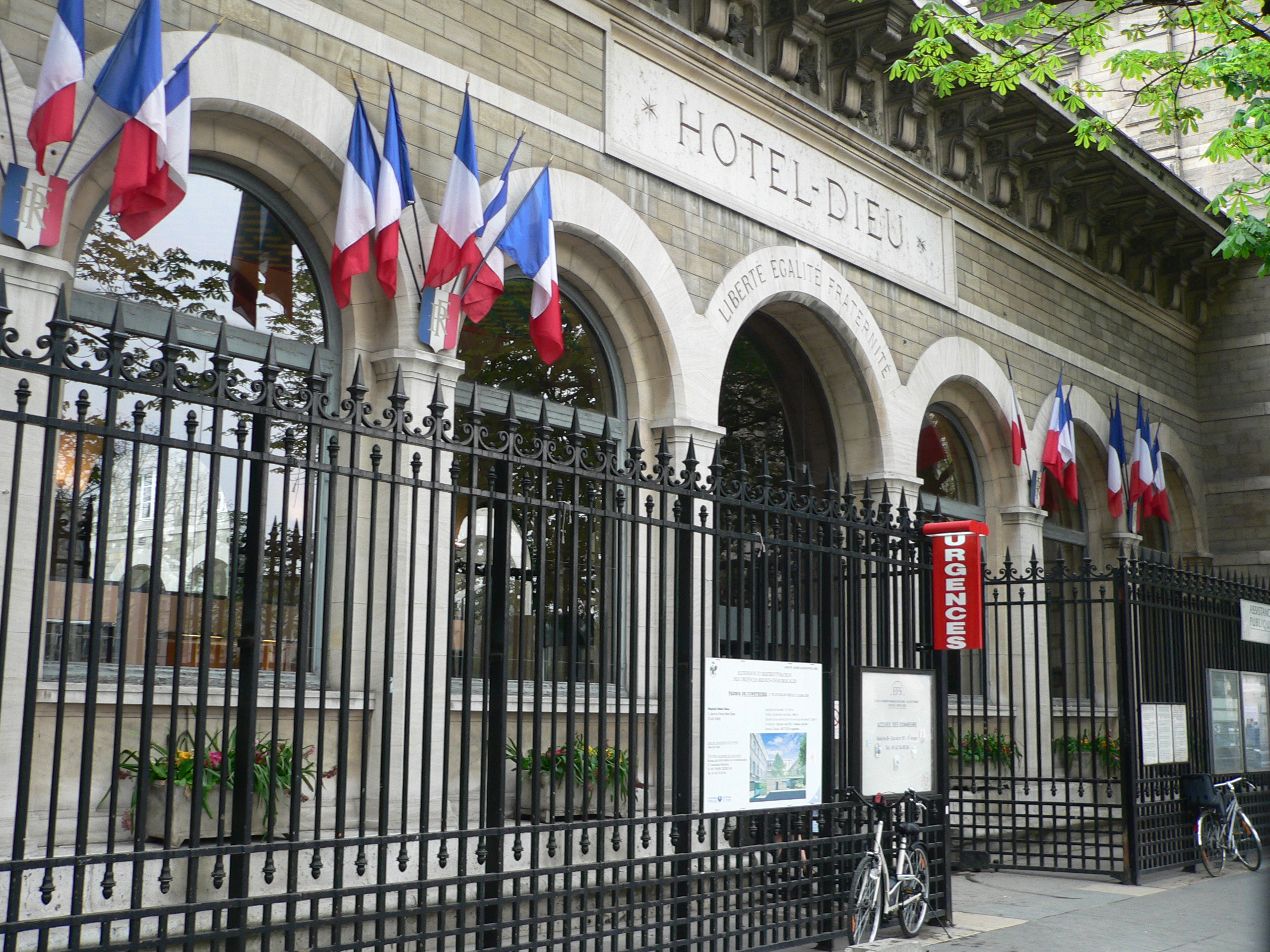
Ảnh chụp Hôtel-Dieu de Paris năm 2007

Hôtel-Dieu de Paris (Hôtel-Dieu nghĩa là Nhà Chúa hoặc Nhà Chung) là một bệnh viện nằm ở trung tâm thành phố Paris. Vốn được Thánh Landry, giám mục của thành phố, cho xây dựng vào năm 651, Hôtel-Dieu là bệnh viện duy nhất của Paris cho tới tận thời Trung Cổ và cũng là bệnh viện cổ nhất của thành phố hiện nay. Vị trí của Hôtel-Dieu nằm trên Île de la Cité, bên cạnh nhiều công trình quan trong khác như Nhà thờ Đức Bà Paris, Sainte-Chapelle, Conciergerie, Sở cảnh sát Paris (Préfecture de police de Paris), Tòa án tư pháp (Palais de justice)...